# Andrichsfurt
Andrichsfurt osztrák község Felső-Ausztria Riedi járásában. 2022 januárjában 790 lakosa volt.

## Elhelyezkedése

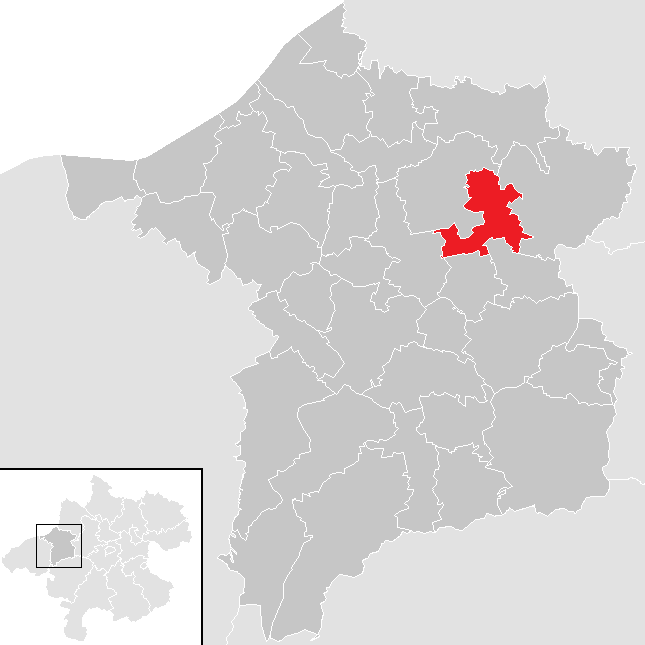
Andrichsfurt a Ried im Innkreis-i járásban

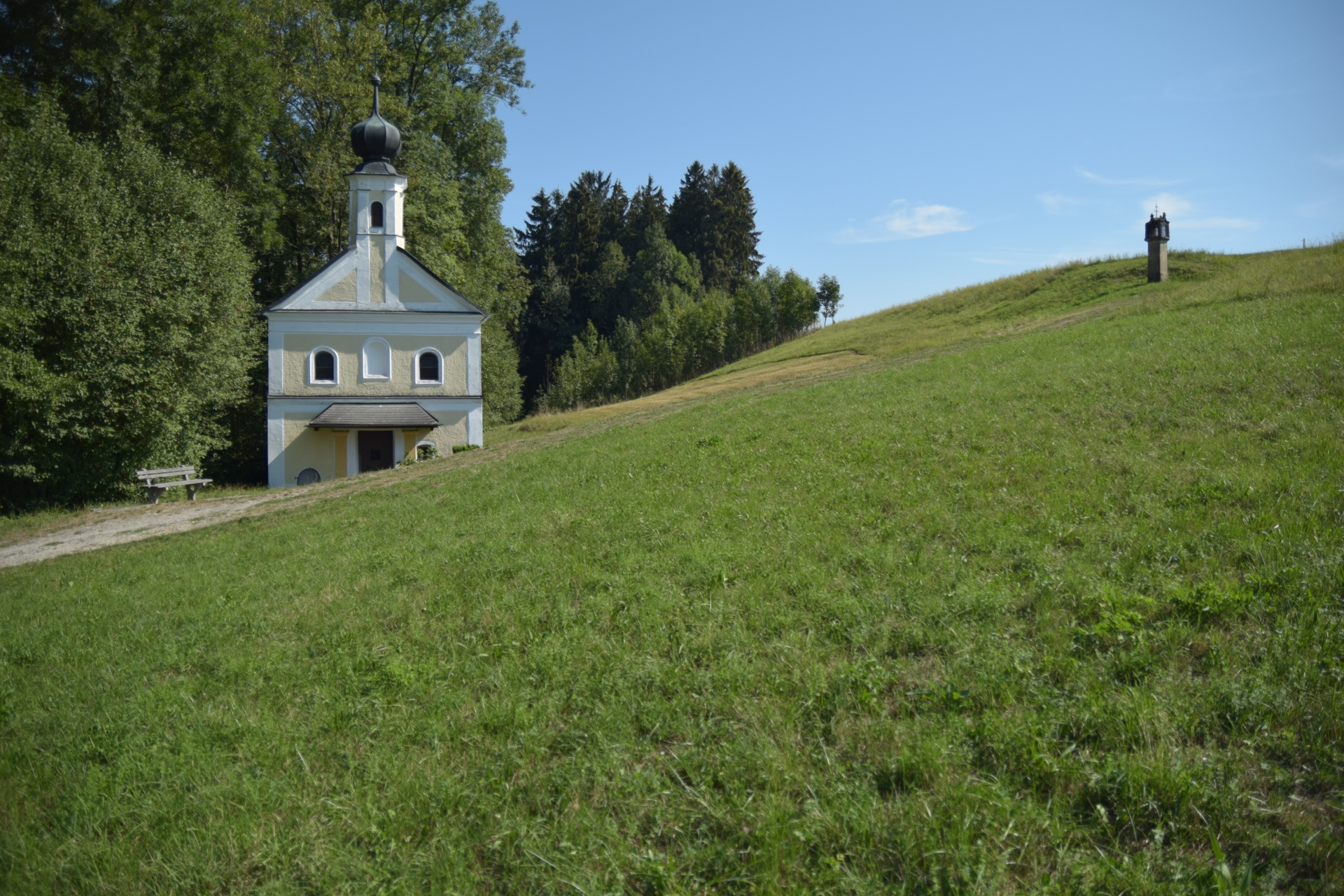
A pöttingi kápolna

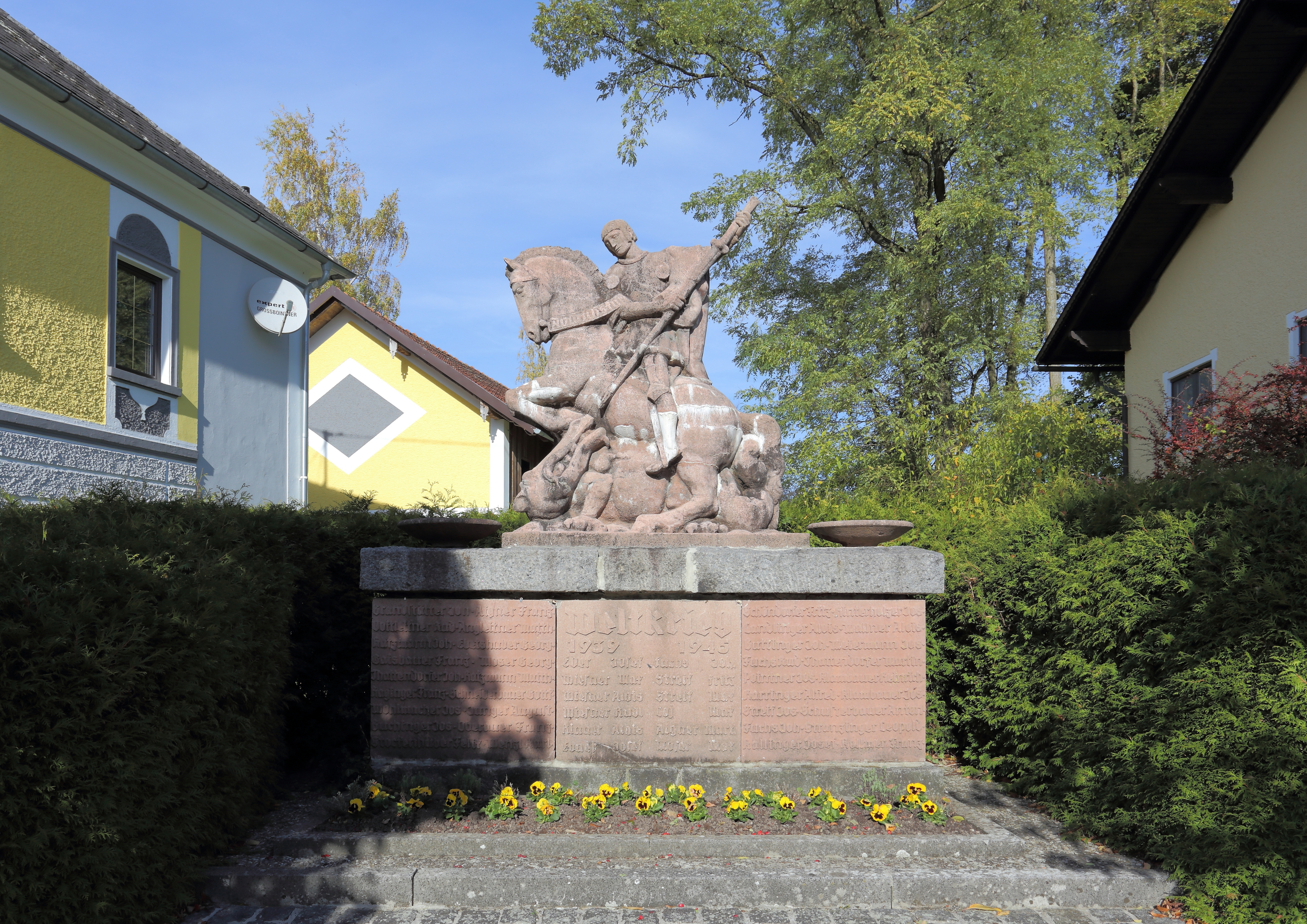
A világháborús emlékmű

Andrichsfurt a tartomány Innviertel régiójában fekszik, az Innvierteli-dombságon, az Osternach folyó mentén. Területének 10,4%-a erdő, 82% áll mezőgazdasági művelés alatt. Az önkormányzat 15 települést és településrészt egyesít: Albertsedt (18 lakos 2022-ben), Andrichsfurt (242), Baumgartling (38), Furt (89), Gehnbach (37), Irger (11), Krammern (51),  Moosedt (4), Pesenreit (2), Pötting (186), Raschhof (22), Steingreß (40), Stelzham (8), Walchshausen (14) és Weilhart (28).
A környező önkormányzatok: keletre Taiskirchen im Innkreis, délkeletre Peterskirchen, délre Tumeltsham, nyugatra Aurolzmünster, északnyugatra Utzenaich.

## Története
Andrichsfurtot 820-ban említik először; nagy része a passaui püspök birtoka volt. Temploma a 15. század második felében épült. A régió 1779-ig Bajorországhoz tartozott; ekkor a bajor örökösödési háborút lezáró tescheni béke Ausztriának ítélte az Innviertelt. A napóleoni háborúk alatt a falu rövid időre visszatért a francia bábállam Bajországhoz, de 1816 után végleg Ausztriáé lett.
Az 1938-as Anschluss után a települést a Harmadik Birodalom Oberdonaui gaujába sorolták be. A második világháborút követően Andrichsfurt visszatért Felső-Ausztriához.

## Lakosság
Az andrichsfurti önkormányzat területén 2021 januárjában 790 fő élt. A lakosságszám 1869 óta 650-800 között mozog. 2019-ben az ittlakók 94,5%-a volt osztrák állampolgár; a külföldiek közül 1% a régi (2004 előtti), 4% az új EU-tagállamokból érkezett. 2001-ben a lakosok 94,1%-a római katolikusnak, 1,1% evangélikusnak, 3,2% mohamedánnak, 0,8% pedig felekezeten kívülinek vallotta magát. Ugyanekkor a legnagyobb nemzetiségi csoportot a németek (96,4%) mellett a horvátok alkották 1,4%-kal.
A népesség változása:

| 2016 | 749 |
| 2018 | 770 |

## Látnivalók
- a Szentháromság-plébániatemplom
- a pöttingi Szentháromság-kápolna

## Fordítás
- Ez a szócikk részben vagy egészben  az   Andrichsfurt című német Wikipédia-szócikk ezen változatának fordításán alapul.  Az eredeti cikk szerkesztőit annak laptörténete sorolja fel. Ez a jelzés csupán a megfogalmazás eredetét és a szerzői jogokat jelzi, nem szolgál a cikkben szereplő információk forrásmegjelöléseként.